# Brama Szeroka
Brama Szeroka (niem. Breitentor) – niezachowana brama miejska w Gdańsku, na Głównym Mieście, w ciągu ulicy Szerokiej. Do dzisiejszych czasów zachował się jedynie jej fragment w postaci Baszty Bramy Szerokiej.

## Historia
Brama wzmiankowana w 1363 roku jako superior valva. Pierwotnie istniała tutaj furta w murze, zamieniona w XIV na ceglany, piętrowy budynek, chroniony przez Basztę Bramy Szerokiej. Poprzedzona była fosą, a później także przedbramiem w postaci kolejnej bramy, otoczonej dwiema basztami z hurdycjami. Straciła znaczenie militarne w drugiej połowie XVII wieku. Bramę zniwelowano w drugiej połowie XIX wieku, z wyjątkiem zachowanej baszty.  Obecnie należy do osoby prywatnej. Baszta wpisana jest do gminnej ewidencji zabytków.